# Flavokavaïne
Les flavokavaïnes sont une classe de chalconoïdes présent dans le kava. Jusqu'à présent trois composés ont été identifiés, les flavokavaïnes A, B et C.

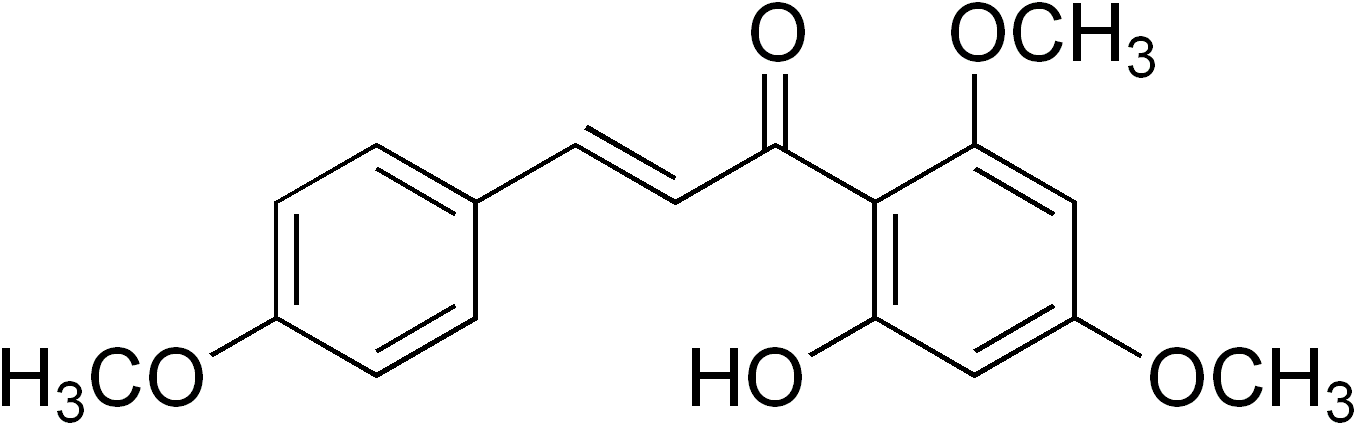
Flavokavaïne A
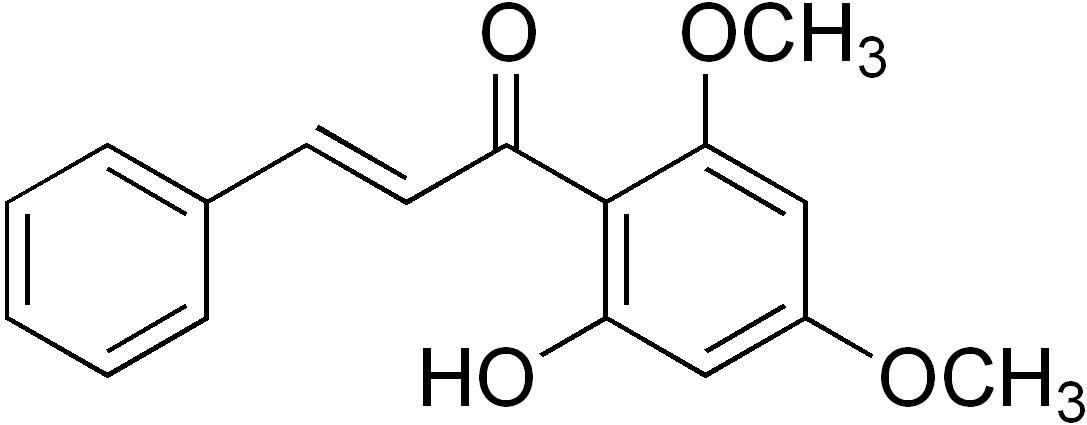
Flavokavaïne B
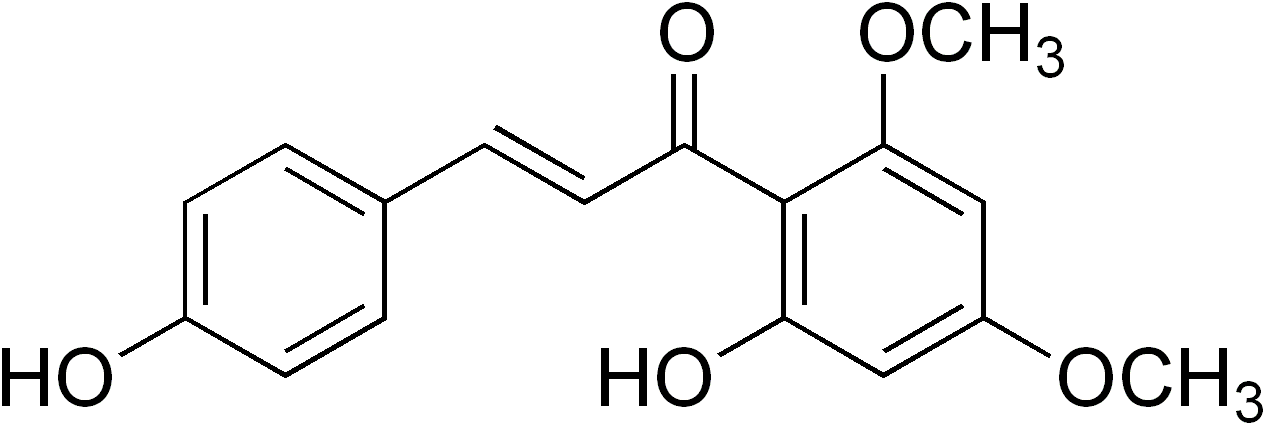
Flavokavaïne C